# Huỳnh Anh (nhạc sĩ)
Huỳnh Anh (2 tháng 1 năm 1932 – 13 tháng 12 năm 2013) là nhạc sĩ kiêm nhạc công nổi tiếng trước năm 1975. của Việt Nam Cộng hòa Ông là tác giả của một số ca khúc được nhiều người biết đến như Mưa rừng, Kiếp cầm ca, Rừng lá thay chưa.

## Tiểu sử
Huỳnh Anh sinh ngày 2 tháng 1 năm 1932 tại Cần Thơ, là con trai của nghệ sĩ Sáu Tửng, một người chơi đàn kìm nổi tiếng của nền cải lương miền Nam.
Năm 1947, Huỳnh Anh chính thức bước vào con đường âm nhạc với vai trò một tay trống trong một ban nhạc tại thành phố Đà Lạt. Từ đó cho tới năm 1957, ông là nhạc công cho những đoàn cải lương, các phòng trà ca nhạc với các ban nhạc Philippines. Huỳnh Anh chơi được nhiều nhạc cụ, từ guitar, piano cho tới kèn, percussion.
Năm 1957, ông trở thành trưởng ban nhạc và là một tay trống lừng lẫy trình diễn ở nhiều phòng trà, vũ trường của Sài Gòn.
Năm 1975, Huỳnh Anh rời Việt Nam sang tỵ nạn bên Mỹ ở San Francisco, California.
Năm 2004, Huỳnh Anh cùng với Nguyễn Hiền và Song Ngọc được trung tâm Thúy Nga vinh danh trong chương trình Paris By Night 74 - Hoa Bướm Ngày Xưa.
Ông mất hồi 15 giờ ngày 13 tháng 12 năm 2013 tại San Francisco, California.

## Sự nghiệp sáng tác
Nhạc phẩm đầu tiên của Huỳnh Anh là Em gắng chờ, xuất bản vào năm 1956. Tiếp theo đến những ca khúc khác được nhiều người biết tới như Lạnh trọn đêm mưa, Kiếp cầm ca và Mưa rừng sáng tác cho các vở cải lương. Theo lời của Huỳnh Anh, Kiếp cầm ca ông sáng tác để tặng nghệ sĩ Thanh Nga. Huỳnh Anh còn có một nhạc phẩm Thuở ấy có em nổi tiếng qua tiếng hát của Sĩ Phú.
Ông cũng sáng tác nhạc phim như ca khúc Loan Mắt Nhung cho bộ phim cùng tên năm 1970 có sự tham gia diễn xuất của Thanh Nga và Sa mạc tuổi trẻ cho phim Điệu ru nước mắt.
Khi sang hải ngoại, bài Rừng lá thay chưa phổ thơ Hoàng Ngọc Ẩn của ông cũng được phổ biến rộng rãi.

## Nhầm lẫn
Có hai bài hát với tên Ngày mai đám cưới người ta. Một bài là của Huỳnh Anh và một bài là của Giao Tiên.
Theo mặt sâu của tờ nhạc Trống cơm, bài Tình yêu đầu đời là sáng tác của Thanh Vũ. Như vậy, bút danh Thủy Tiên và bài hát Tình chỉ đẹp và Tình yêu đầu đời là bút danh và hai tác phẩm của ca nhạc sĩ Thanh Vũ.

## Tác phẩm
- Biển đêm
- Biết nói gì đây (Huỳnh Anh - Huyền Thanh) (1966)
- Buổi chiều lá rụng
- Có một chiều (Huỳnh Anh - Huỳnh Hiếu)
- Đàn trong đêm vắng (1957)
- Đêm mộng
- Đời tôi chỉ một người (1964)
- Em gắng chờ (1956)
- Gió núi mưa rừng (Mưa rừng 2) (1973)
- Gửi về bên ấy (thơ Trần Quốc Lịch)
- Hoa trắng thôi cài trên áo tím (thơ Kiên Giang) (1962)
- Huyền sử ca
- Khung trời tưởng nhớ
- Kiếp cầm ca (1964)[4]
- Lá úa chiều thu (1963)
- Lạnh trọn đêm mưa (1973)
- Loan Mắt Nhung (1970)[5]
- Men rượu ly bôi
- Mùa thu không còn nữa
- Mưa rừng (1961)[6]
- Mừng nắng xuân về[7]
- Một ngày xa lắm (thơ Thanh Nga)[8]
- Ngày đó em đi (lời Hùng Cường)
- Ngày mai đám cưới người ta [9]
- Những bước chân hoang
- Nếu anh về (Huỳnh Anh - Y Vân)
- Nếu ta đừng quen nhau (1963)
- Phấn lá men rừng (1964)
- Qua mùa phượng vỹ (1963)
- Rừng lá thay chưa (thơ Hoàng Ngọc Ẩn, 1983)
- Sa mạc tuổi trẻ
- Thành phố sương mù (2000)
- Thuở ấy có em (1965)
- Tiếng ru ngàn đời
- Tìm đâu phút ban đầu (1961)
- Tình muộn